# Антоній (Севрюк)
Митрополит Антоній (в миру Антон Юрійович Севрюк; нар. 12 жовтня 1984, Калінін, РРФСР, СРСР) — архієрей РПЦ, митрополит Волоколамський; Голова Відділу зовнішньоцерковних зв'язків Московського патріархату. Настоятель храму Різдва Іоанна Предтечі на Пресні Москви.
За даними ГУР, має тісні зв'язки з міжнародними церковними колами та просуває політичні інтереси Кремля під виглядом церковної дипломатії.
Тезоіменитство: 16 серпня (преподобного Антонія Римлянина, Новгородського чудотворця).

## Біографія
У 1991—1995 роки навчався в СШ № 19 в Твері. Був охрещений в 11 років. В 1995 році вступив до освітнього закладу «Тверський ліцей» Під час навчання в школі ніс послух вівтарника та іподиякона у Воскресенському кафедральному соборі Твері.
У 2002 році закінчив Тверській ліцей з золотою медаллю і вступив до Санкт-Петербурзької духовної семінарії, де був співробітником сайту академії і викладачем факультативного курсу англійської мови. Представляв Санкт-Петербурзькі духовні школи на різних конференціях і семінарах.
У 2004—2007 роки щорічно брав участь у роботі літнього православного молодіжного табору в Потамитиссе, Кіпр, в якості перекладача і керівника делегації російських студентів. У 2006 році брав участь у роботі семінару молодіжної організації «Синдесмос» в Брюсселі, Бельгія.
У жовтні 2006 року в академічному храмі в ім'я святого апостола і євангеліста Іоанна Богослова, ректором Санкт-Петербурзької духовної академії архієпископом Тихвинським Костянтином (Горяновим) поставлений у читця.
У березні 2007 року спрямований на православне відділення богословського факультету Університету Йоенсуу (Фінляндія) для проходження стажування та написання дипломної роботи «Есхатологія в світових релігіях», під час навчання ніс послух благочинного Іоанно-Богословського храму при духовній семінарії Фінляндської православної церкви.
У червні 2007 року після повернення в Санкт-Петербург успішно захистив дипломну роботу за курс семінарії на тему «Есхатологія в світових релігіях» і 17 червня закінчив Санкт-Петербурзьку духовну семінарію по першому розряду, і нагороджений премією імені митрополита Ленінградського і Новгородського Никодима (Ротова). Рішенням викладацького наради прийнятий в число студентів Санкт-Петербурзької духовної академії без здачі вступних іспитів.
У вересні 2007 року призначений стажистом служби комунікації Відділу зовнішніх церковних зв'язків Московського Патріархату. До жовтня того ж року став референтом голови ВЗЦЗ МП митрополита Смоленського і Калінінградського Кирила (Гундяєва).
5 лютого 2009 року призначений особистим секретарем Патріарха Московського і всієї Русі Кирила.

### Чернець і священнослужитель
5 березня 2009 року в домовому храмі святого праведного Філарета Милостивого Патріарших покоїв Свято-Троїцької Сергієвої лаври Патріархом Кирилом пострижений у чернецтво з ім'ям Антоній на честь преподобномученика Антонія Валаамського. Це був перший чернечий постриг, який здійснив Патріарх Кирило після обрання на первосвятительський престол.
8 березня 2009 року в кафедральному соборному Храмі Христа Спасителя міста Москви Патріархом Кирилом висвячений у ієродиякона.
1 квітня 2009 року розпорядженням Патріарха Московського і всієї Русі Кирила призначений керівником, створеного тоді ж, особистого секретаріату Патріарха Московського і всієї Русі.
3 квітня 2010 року в Храмі Христа Патріархом Кирилом висвячений у сан ієромонаха з покладанням набедреника. Визначений у клір хрестового храму Володимирської ікони Божої Матері Патріаршої резиденції в Чистому провулку.
5 червня 2010 року закінчив Санкт-Петербурзьку духовну академію по першому розряду.
22 березня 2011 року рішенням Священного Синоду Російської православної церкви призначений кліриком Миколаївського ставропігійного приходу в Римі.
7 квітня 2011 року «за ревне служіння Церкві» Патріархом Московським і всієї Русі Кирилом удостоєний права носіння наперсного хреста.
8 квітня 2011 роки звільнений від посади керівника особистого секретаріату Патріарха Московського і всієї Русі.
30 травня 2011 року рішенням Священного Синоду звільнений від посади клірика Миколаївського храму в Римі і призначений настоятелем ставропігійного храму на честь святої великомучениці Єкатерини в Римі.
28 червня 2011 року Указом Патріарха Московського і всієї Русі Кирила призначений секретарем Адміністрації парафій Московського Патріархату в Італії.
22 червня 2012 року Вчена рада Паризької православної семінарії запросила ієромонаха Антонія (Севрюка) до викладання в семінарії.
18 липня 2013 року за Божественною Літургією на площі перед Успенським собором Свято-Троїцької Сергієвої лаври Патріархом Московським і всієї Русі Кирилом піднесений у сан архімандрита.
23 жовтня 2014 року рішенням Священного Синоду включений до складу Міжсоборної присутності Російської Православної Церкви. Увійшов до складу Комісії з питань церковного управління і механізмів здійснення соборності в Церкві і Комісії з питань ставлення до інослав'я та інших релігій.
7 жовтня 2015 року Патріархом Кирилом в домовому храмі святого праведного Філарета Милостивого Патріарших покоїв Свято-Троїцької Сергієвої лаври пострижений у мантію з нареченням імені Антоній на честь преподобного Антонія Римлянина, Новгородського чудотворця.

### Архієрейство
22 жовтня 2015 року обраний єпископом Богородським, вікарієм Патріарха Московського і всієї Русі, також призначений керівником Управління по закордонним установам Московської Патріархії, і керуючим парафіями Московського Патріархату в Італії.
23 жовтня 2015 року в соборі Введення в храм Пресвятої Богородиці Введенського ставропігійного чоловічого монастиря Оптина пустинь відбулося наречення архімандрита Антонія в єпископа Богородського.
26 жовтня 2015 року в соборному храмі Смоленської ікони Божої Матері Новодівичого Богородиці-Смоленського монастиря міста Москви відбулася хіротонія архімандрита Антонія в єпископа Богородського. Хіротонію здійснили патріарх Московський і всієї Русі Кирил, митрополит Крутицький і Коломенський Ювеналій (Поярков), митрополит Волоколамський Іларіон (Алфеєв), митрополит Тверський і Кашинський Віктор (Олійник), митрополит Істрінський Арсеній (Єпіфанов), митрополит Ханти-Мансійський і Сургутський Павел (Фокін), архиєпископ Петергофський Амвросій (Єрмаков), архиєпископ П'ятигорський і Черкеський Феофілакт (Кур'янов), єпископ Видновский Тихон (Недосєкін), єпископ Серпуховський Роман (Гаврилов), єпископ Солнєчногорський Сергій (Чашин), єпископ Балашихинський Миколай (Погребняк), єпископ Зарайський Костянтин (Островський).
28 жовтня 2015 року призначений на посаду настоятеля храму Різдва Іоанна Предтечі на Пресні міста Москви.
24 грудня 2015 року рішенням Священного Синоду включений до складу Вищої Церковної Ради.
16 квітня 2016 року рішенням Священного Синоду включений до складу делегації Російської православної церкви для участі у Всеправославному Соборі
1 лютого 2017 року рішенням Священного Синоду включений до складу створеного тоді ж Організаційного комітету з реалізації програми загальноцерковних заходів до 100-річчя початку епохи гонінь на Російську Православну Церкву.
29 липня 2017 року рішенням Священного Синоду звільнений від посади керуючого Італьськими парафіями Московського Патріархату і настоятеля ставропігійного храму святої великомучениці Єкатерини в Римі.
11 вересня 2017 року розпорядженням Патріарха Кирила призначений тимчасово керуючим Берлінської єпархією.
28 грудня 2017 року рішенням Священного Синоду призначений керуючим Віденсько-Австрійської та Будапештско-Угорською єпархіями з титулом «Віденський і Будапештський» із звільненням від управління Берлінсько-Германської єпархії і призначений тимчасовим керуючим Париаршими парафіями в Італії.
1 лютого 2018 року в Храмі Христа Спасителя в Москві Патріархом Московським і всієї Русі Кирилом возведений у сан архієпископа.
У 2022 році призначений головою Відділу зовнішньоцерковних зв'язків (ВЗЦЗ) РПЦ.

## Санкції
У грудні 2024 року СБУ запровадила проти Севрюка та низки його колег санкції. За даними слідства, вони сприяли захопленню храмів на тимчасово окупованих територіях України.

## Нагороди
- 2008 — медаль «1020-річчя Хрещення Русі» I ст.
- 2008 — орден Української православної церкви «1020 років Хрещення Київської Русі»
- 2010 — Хрест святого апостола Марка (Олександрійська православна церква)
- 2012 — орден преподобного Паїсія Величковського II ступеня (Молдавська православна церква)
- 2014 — Патріарший знак «700-річчя преподобного Сергія Радонезького»
- 2015 — Ювілейна медаль «В пам'ять 1000-річчя кончини рівноапостольного великого князя Володимира»